# Bellavista (Jalisco)
Bellavista es una localidad del estado mexicano de Jalisco. Es parte del municipio de Acatlán de Juárez.

## Demografía
| Gráfica de evolución demográfica |
|                                  |

| Censo | Población |
| ----- | --------- |
| 1930  | 1 520     |
| 1940  | 1 795     |
| 1950  | 1 646     |
| 1960  | 2 402     |
| 1970  | 3 539     |
| 1980  | 4 550     |
| 1990  | 5 316     |
| 2000  | 6 541     |
| 2010  | 7 163     |
| 2020  | 7 802     |